# Knowledge Musona
Knowledge Musona (* 21. Juni 1990 in Norton) ist ein simbabwischer Fußballspieler, der ab Sommer 2021 beim saudi-arabischen Verein Al-Tai FC unter Vertrag steht.

## Karriere

### Verein
Durch seinen Bruder, der in Simbabwe in der Zweiten Liga gekickt hatte, kam er mit 16 Jahren in ein Team und ein Jahr später ist er in die Aces Youth Soccer Academy gekommen. Er spielte noch in der Jugend bei Haka United. Er wechselte im Juli 2009 zu den Kaizer Chiefs und unterschrieb dort einen Drei-Jahres-Vertrag. In der Saison 2009/10 kam er überwiegend als Einwechselspieler zum Einsatz, absolvierte dennoch 21 Ligaspiele, in denen ihm fünf Jokertore gelangen. Im Juli 2010 wurde er zum besten Neuling in der Premier Soccer League gewählt. Die Saison 2010/11 verhalf Musona zum Durchbruch. In 28 Spielen erzielte er 15 Tore und wurde Torschützenkönig in der Premier Soccer League. Durch seine guten Torjägerqualitäten machte er einige europäische Mannschaften, wie zum Beispiel wie Celtic Glasgow, FK Partizan Belgrad und den Bundesligisten TSG 1899 Hoffenheim auf sich aufmerksam.
Musona unterschrieb im Juli 2011 einen Fünfjahresvertrag bei der TSG 1899 Hoffenheim. Sein Bundesliga-Debüt absolvierte er am 17. September (6. Spieltag) beim 3:1-Heimsieg über den VfL Wolfsburg, bei dem er in der 63. Minute für Chinedu Obasi eingewechselt wurde.
Für die Saison 2012/13 wurde Musona an den FC Augsburg verliehen. Nach 14 Ligaeinsätzen ohne Torerfolg für Augsburg wurde er für die Saison 2013/14 nach Südafrika an die Kaizer Chiefs weiterverliehen.
Nach Ablauf der Leihe kehrte Musona zur Saison 2014/15 zur TSG zurück. Ein weiteres Engagement bei den Kaizer Chiefs schlug Musona aus, da er zurück nach Europa wollte. Da er bei der TSG keine Rolle mehr spielte und sich bis zum Ende der Transferperiode kein neuer Arbeitgeber fand, trainierte Musona bei der zweiten Mannschaft mit. Zum 1. Januar 2015 wechselte Musona schließlich in die belgische Division 1A zum KV Ostende.
Nach 3½ Jahren und über 100 Einsätzen für Oostende, wechselte er zur Saison 2018/19 zum Ligakonkurrenten RSC Anderlecht. Sein Debüt bestritt er am 28. Juli 2018 gegen den KV Kortrijk. Nachdem er sich beim Hauptstadtverein nicht durchsetzen konnte, wechselte er in der Winterpause per Leihe zum KSC Lokeren.
Nach Ablauf dieser Leihe hatte er in der Saison 2019/20 bis zum Jahreswechsel für den RSC Anderlecht nur ein Spiel für das Reserveteam. Am 17. Januar 2020 wurde Musona bis zum Ende der Saison an den Ligakonkurrenten KAS Eupen ausgeliehen. Ende Juni 2020 wurde diese Ausleihe für eine weitere Spielzeit verlängert. Mitte Juni 2021 erklärte die AS Eupen, dass sie die Ausleihe nicht weiter verlängern wolle. Ende Juni 2021 wurde sein Wechsel zum saudi-arabischen Verein Al-Tai FC vereinbart.

### Nationalmannschaft
Am 3. März 2010 absolvierte er gegen Südafrika sein erstes A-Länderspiel (0:3). Sieben Monate später erzielte er im Rahmen der Qualifikation für die Fußball-Afrikameisterschaft 2012 gegen Liberia sein erstes Länderspieltor. Am 5. Juni 2011 entschied er das Spiel gegen Mali mit seinen beiden Treffern alleine (2:1).